# إدغار كينيه (مترو باريس)
إدغار كينيه (بالفرنسية: Edgar Quinet) هي محطة مترو تابعة لمترو باريس تقع في فرنسا في الدائرة الرابعة عشرة في باريس.[بحاجة لمصدر] سميت علي اسم المفكر إدغار كينيه.[بحاجة لمصدر]